# Jacek Głowacz
Jacek Marian Głowacz (ur. 18 września 1951 w Wierzbie lub w Lublinie) – polski samorządowiec, przedsiębiorca i nauczyciel, zawodnik i sędzia piłki ręcznej, w latach 2002–2006 członek zarządu województwa pomorskiego II kadencji.

## Życiorys
Początkowo mieszkał w Wierzbie, w 1957 przeprowadził się z rodzicami do Cieplewa. W 1965 ukończył szkołę podstawową w Łęgowie, następnie został uczniem technikum mechaniczno-elektrycznego w Gdańsku. W latach 1965–1972 był zawodnikiem piłki ręcznej w Wybrzeżu Gdańsk (przede wszystkim w drużynie juniorskiej). Od 1971 pracował jako elektromontażysta i serwisant w Zakładach Aparatury Okrętowej w Sopocie, w latach 1976–1982 w ośrodkach sportu i rekreacji w Pruszczu Gdańskim i Kartuzach. Od 1977 studiował w Akademii Wychowania Fizycznego im. Eugeniusza Piaseckiego w Poznaniu. Tam w 1981 uzyskał tytuł magistra sportu i trenera II klasy w piłce ręcznej. W latach 80. pracował jako nauczyciel wychowania fizycznego i trener piłki ręcznej w Wybrzeżu Gdańsk. W tym okresie działał także w NSZZ „Solidarność”.
W latach 90. zajął się prowadzeniem przedsiębiorstwa eksportującego zabawki (z tym okresem wiążą się bankructwo oraz objęcie postępowaniem komornika).  W latach 1999–2000 odbył studia podyplomowe z ekonomii i zarządzania na Politechnice Gdańskiej oraz kursy menedżerskie i z zarządzania opieką zdrowotną. Wieloletni działacz sportowy, m.in. członek organów Związku Piłki Ręcznej w Polsce oraz przewodniczący komisji rewizyjnej Pomorskiego Okręgowego Związku Koszykówki (z rekomendacji Gryfa Tczew), a także sędzia tej dyscypliny sportowej.
Od 1999 działał w Stronnictwie Narodowym, następnie w Lidze Polskich Rodzin. Z jej ramienia w 2001 kandydował do Sejmu, a w 2002 uzyskał mandat w sejmiku pomorskim. 2 grudnia 2002 został powołany na członka zarządu województwa pomorskiego, odpowiedzialnego za politykę społeczną. Zakończył pełnienie funkcji wraz z upływem kadencji zarządu 27 listopada 2006. W związku z wejściem do koalicji wbrew partyjnym rekomendacjom został wykluczony z klubu LPR, podjął jednocześnie współpracę z Platformą Obywatelską. W 2006 z ramienia PO bez powodzenia ubiegał się o reelekcję, później nie kontynuował działalności politycznej.